# ژان کروویه
ژان کروویه (فرانسوی: Jean Cruveilhier‎؛ تلفظ فرانسوی: [kʁyveje]؛ ۹ فوریهٔ ۱۷۹۱ – ۱۰ مارس ۱۸۷۴) یک پزشک، آسیب‌شناس، جراح، و کالبدشناس مشهور اهل فرانسه بود.
وی ابتدا می‌خواست کشیش شود، ولی تحتِ تأثیر گیوم دوپوئیتران که از دوستان پدرش بود، به آسیب‌شناسی علاقه‌مند شد. سپس به پاریس رفت و در رشتهٔ پزشکی تحصیل کرد و دکترای خود را در سال ۱۸۱۶ میلادی دریافت داشت.
او مشارکت‌های مهمی در زمینهٔ مطالعه بر روی دستگاه عصبی دارد. ژان-مارتن شارکو ابراز داشت که او یکی از نخستین کسانی بود که ضایعاتی در دستگاه عصبی را شرح داد که امروزه با عنوان ام‌اس (MS) شناخته می‌شود. او همچنین پژوهش‌های گسترده‌ای در زمینهٔ دستگاه گردش خون و به‌ویژه فلبیت انجام داد.
امروزه نام او با چندین واژه و اصطلاح پزشکی گره خورده‌است:
- بیماری کروویه-بائومگارتن: سیروز کبدی بدون آب‌آوردگی شکم
- حفرهٔ کروویه: حفره زورقی در استخوان پروانه‌ای
- فاشیای کروویه: نیامِ سطحی در میان‌دوراه
- مفصل کروویه: مفصلِ میانیِ اطلسی‌محوری[۱]
- شبکهٔ کروویه: شبکه گردنی خلفی، که از شاخهٔ پشتی ۳ عصب اول نخاع تشکیل می‌شود.[۲]